# Edward Dowden
Edward Dowden, född den 3 maj 1843 i Cork, död den 4 april 1913, var en irländsk litteraturhistoriker.
Dowden, som sedan 1867 var professor i engelsk litteraturhistoria och vältalighet vid Dublins universitet, gjorde sig ett namn som fin och skarpsynt kritiker. Hans arbete Shakespeare: A Critical Study of His Mind and Art (1875; 5:e upplagan 1880) räknades bland de bästa bidragen till Shakespeareforskningen från senare hälften av 1800-talet. Han utgav Shakespeares sonetter (1881; 2:a upplagan 1882), "Hamlet" (1899), "Romeo and Juliet" (1900) samt "Cymbeline" (1903) och författade en Introduction to Shakespeare (1893). 
Dowdens Studies in Literature 1789–1877 (1878; 3:e upplagan 1887) innehåller essayer över Landor, Tennyson, Browning, George Eliot, Whitman, Victor Hugo, Lamennais, Quinet med flera. Serien fortsattes av Transcripts and studies (1888; ny upplaga 1896) och New studies in literature (1895; ny upplaga 1902). Hans biografi The life of Percy Bysshe Shelley (2 band, 1886; 2:a upplagan 1896), ansågs på sin tid överträffa övriga verk om Shelley. 
Han författade även monografier över skalden Southey (1880), Browning (1904) och Michel de Montaigne (1905) samt The French Revolution And English Literature (1897) och A History of French Literature (samma år). Dowdens egna dikter (Poems, 1876; 2:a upplagan 1877) är efterklang av Milton, Wordsworth med flera. Han ombesörjde upplagor av Shelleys (1890) och Wordsworths (1891) arbeten. 
Dowden var sekreterare i "Irish Liberal Union" och vicepresident i "Irish Unionist Alliance" samt bekämpade de irländska home rule-strävandena. Han tilldelades Cunninghammedaljen 1878. Dowdens Letters utkom 1914.